# Haindling

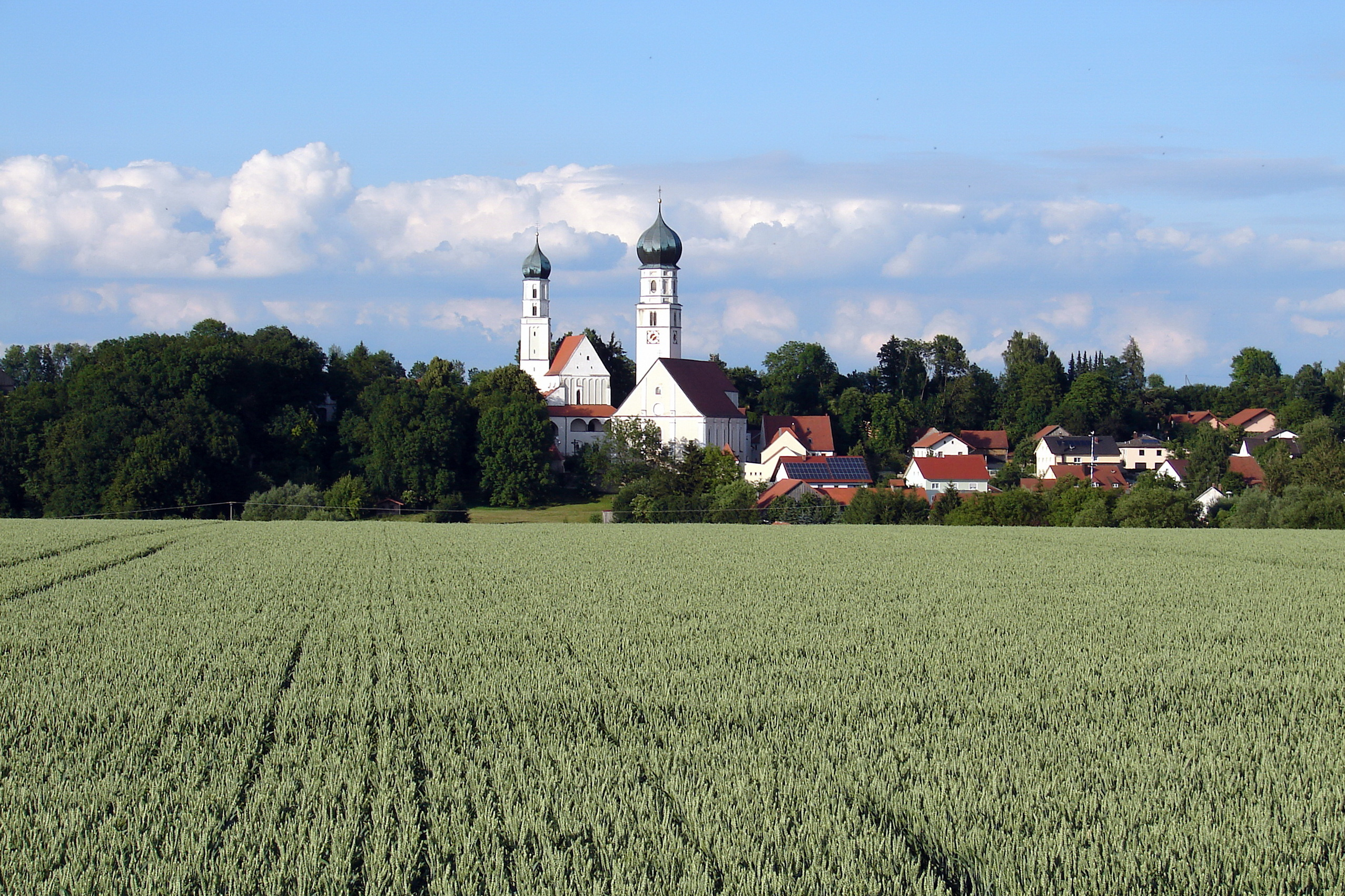
Ortsansicht von Westen

Haindling ist ein Ortsteil von Geiselhöring mit etwa 200 Einwohnern im Landkreis Straubing-Bogen in Niederbayern. Die Türme der beiden an einem Hang liegenden Kirchen sind weithin sichtbar.

## Geschichte
Das Dorf gilt als einer der ältesten Wallfahrtsorte Bayerns. Es wurde 1337 zum ersten Mal urkundlich erwähnt, als sich dort eine Marienkapelle befand und die Pilger immer zahlreicher wurden, so dass sie ab 1337 ein Kaplan zu betreuen hatte. Heute gibt es dort eine Marienkirche, die 1719 bis 1721 unter Verwendung der mittelalterlichen Umfassungsmauern und des Barockturms erbaut wurde. Nach dem Einsturz des Langhausgewölbes 1816 erfolgte sofort der Wiederaufbau.
Außerdem befindet sich im Ort eine aus dem 15. Jahrhundert stammende Kirche, die Jesus Christus geweiht ist. Diese Kreuzkirche wurde ab 1621 ausgebaut. 1626 erhielt sie ihre zweigeschossige Vorhalle und um 1630 den Turmaufbau.
Verwaltet wurde Haindling vor der Säkularisation durch das St. Emmeramer fürstprimatische Propstamt Haindling und Hainsbach. Danach war Haindling bis zur Gebietsreform eine selbstständige Gemeinde im 1972 aufgelösten Landkreis Mallersdorf. Am 1. Mai 1978 wurde sie in die Stadt Geiselhöring eingemeindet. In kirchlicher Hinsicht gehört Haindling zur Pfarrei Hainsbach.

## Persönlichkeiten
- Roman Zirngibl (1740–1816), Benediktiner, war mehrmals als Propst in Haindling tätig
- Hans-Jürgen Buchner (* 1944), Gründer und Bandleader der Gruppe „Haindling“

## Baudenkmäler
Siehe auch: Liste der Baudenkmäler in Haindling
- Ehemaliges Pfarrhaus